# SSX (saga de videojocs)
SSX (Snowboard Supercross) és una saga de videojocs de snowboard publicats per EA Sports BIG. Té un estil arcade, però no és un videojoc de simulació, que enfoca més trets en els salts més irreals i impossibles que no pas en la vida real.

## Títols
- SSX
- SSX Tricky
- SSX 3
- SSX Out of Bounds
- SSX On Tour
- SSX Blur

## Banda sonora de la saga de videojocs SSX
A continuació hi ha una llista sobre les cançons de la banda sonora dels videojocs de la saga de SSX publicats per.

### SSX
- Aphrodite/Mikey Finn-"Drop Top Caddy"
- Hybrid - "Finished Symphony"
- Mickey Finn
- Mix Master Mike - "Slayboarder"
- Mix Master Mike - "Suprize Package (Remix)"
- Rahzel

### SSX Tricky
- Aphrodite - "King Of The Beats"
- Bif Naked - "Leader"
- Black Label Society - "Rose-Petalled Garden"
- BT - "Hip Hop Phenonmenon"
- BT - "Smartbomb"
- Huda Hudia - "System Overload"
- Hybrid - "Finished Symphony"
- John Morgan - "Bassinvaders"
- Mix Master Mike - "Board Burner"
- Mix Master Mike & Rahzel - "Slayboarder (cançó a SSX)"
- Rasmus - "Peaktime"
- Rasmus - "Superwoman"
- Run DMC - "It's Tricky"
- Shocore - "Bonecracker"
- Skank - "Shake Wha' Yo Mama Gave Ya"
- Space Raiders (band) - "Song For Dot"
- The Forth - "Reality Detached"

### SSX 3
- Andy Hunter° - "Go"
- Audio Bullys - "We Don't Care"
- Autopilot Off - "Clockworks"
- Basement Jaxx - "Do Your Thing"
- Caesars - "Jerk It Out"
- Chemical Brothers - "Leave Home"
- Fatboy Slim - "Don't Let The Man Get You Down"
- Finger Eleven - "Good Times"
- Ima Robot - "a is for action"
- K-OS - "Freeze"
- Kinky - "Mas"
- MxPx - "Play It Loud"
- N.E.R.D. - "Rockstar"
- Placebo - "The Bitter End"
- Röyksopp - "Poor Leno"
- Swollen Members - "All Night"
- Swollen Members - "Deep End (Remix de Utah Saints)"
- The Faint - "Glass Danse"
- The X-Ecutioners - "Like This"
- Yellowcard - "Way Away"

### SSX On Tour
- Avenged Sevenfold - "Bat Country"
- Billy Talent - "Red Flag"
- Blackalicious - "Rhythm Sticks"
- Bloc Party - "Banquet"
- Bonobo - "Pick up"
- Bonobo - "Flutter"
- Chali2Na fent Beenie Man - "International"
- C-Rayz Walz - "Street Reppin"
- Death from Above 1979 - "Romantic Rights"
- Def Leppard - "Let It Go"
- Dio - "Stand Up And Shout"
- Diplo - "Big Lost"
- Diplo featuring P.E.A.C.E. - "Indian Thick Jawns"
- Diva International - "Nothing to Do"
- DJ Spooky i Dave Lombardo fent Chuck D - "B-Side Wins Again"
- Fu Manchu - "I Can't Hear You"
- Goldfinger - "My Everything"
- Hot Hot Heat - "Pickin' It Up"
- Iron Maiden - "Run To The Hills"
- Jurassic 5 - "Red Hot"
- LCD Soundsystem - "Daft Punk Is Playing At My House"
- Louis XIV - "God Killed The Queen"
- Maxïmo Park - "Apply Some Pressure"
- Morningwood - "Nu Rock"
- Motörhead - "Overkill"
- Nine Black Alps - "Shot Down"
- OK Go - "Here It Goes Again"
- Paul Wall fent Big Pokey of the S.U.C. - "Sittin' Sidewayz"
- Pennywise - "Competition Song"
- Queens of the Stone Age - "Medication"
- Rock 'N' Roll Soldiers - "Flag Song"
- Scorpions - "Dynamite"
- Sweatshop Union - "Come Back"
- The Faint - "I Disappear"
- The Herbaliser fent Roots Manuva - "Lord, Lord"
- The Herbaliser - "Gadget Funk"
- The Hives - "No Pun Intended"
- The Perceptionists - "People 4 Prez"
- Vatican DC - "Antisocial"
- We Are Scientists - "Lousy Reputation"
- Z-Trip i Whipper Whip - "All About The Music"